# Chirens
 Chirens  es una población y comuna francesa, en la región de Ródano-Alpes, departamento de Isère, en el distrito de Grenoble y cantón de Voiron.

## Historia
La ciudad de Chirens fue creada por los Clermont-Tonnerre.

## Demografía
| 801 | 764 | 1002 | 1463 | 1806 | 1889 |
| Para los censos de 1962 a 1999 la población legal corresponde a la población sin duplicidades (Fuente: INSEE [Consultar]) |     |      |      |      |      |